# Markus Wostry
Markus Wostry (* 19. července 1992, Vídeň, Rakousko) je rakouský fotbalový obránce, hráč klubu FC Admira Wacker Mödling.
Hraje na postu stopera (středního obránce).

## Klubová kariéra
- Favoritner AC (mládež)
- FC Admira Wacker Mödling (mládež)
- FK Austria Wien (mládež)
- FC Admira Wacker Mödling (mládež)
- FC Admira Wacker Mödling 2010–

## Reprezentační kariéra
Má na svém kontě jeden start za rakouskou fotbalovou reprezentaci do 18 let (v roce 2009).